# Amir Ali Chegini
Amir Ali Chegini (* 11. Juli 1995 in Teheran) ist ein iranischer Fußballspieler.

## Karriere
Amir Ali Chegini erlernte das Fußballspielen bei Rah Ahan im iranischen Teheran. Von Mitte 2016 bis 2019 spielte er für die iranischen Vereine Shahrdari Kashan, Moghavemat Tehran FC und Shahid Ghandi Yazd FC. 2020 ging er nach Thailand. Hier stand er 2020 beim Ubon Ratchathani FC in Ubon Ratchathani unter Vertrag. Der Verein spielte in der dritten Liga des Landes, der Thai League 3. 2021 wechselte er zum ebenfalls in der dritten Liga spielenden Phitsanulok FC. Mit dem Verein aus Phitsanulok trat er in der Northern Region der dritten Liga an. Mit Phitsanulok qualifizierte er sich für die Aufstiegsspiele zur zweiten Liga. Hier schied Phitsanulok in der Gruppenphase aus. Im Juni 2021 unterschrieb er einen Vertrag beim thailändischen Zweitligisten Nakhon Pathom United FC. Sein Zweitligadebüt für den Klub aus Nakhon Pathom gab er am 3. September 2021 (1. Spieltag) im Auswärtsspiel gegen den Erstligaabsteiger Trat FC. Hier stand er in der Startelf und spielte die kompletten 90. Minuten. Der Trat FC gewann das Spiel mit 2:0. Nach guten Leistungen wurde sein Vertrag im Juni 2022 um ein weiteres Jahr verlängert. Am Ende der Saison 2022/23 feierte er mit Nakhon Pathom die Meisterschaft und den Aufstieg in die erste Liga. Nach insgesamt 89 Ligaspielen wechselte er im Sommer 2024 zum ebenfalls in der ersten Liga spielenden PT Prachuap FC. Nach einer Spielzeit, in der er 25 Ligaspiele bestritt, wechselte er nach Malaysia, wo er sich dem Immigration FC anschloss.

## Erfolge
Nakhon Pathom United FC
- Thailändischer Zweitligameister: 2022/23  ▲